# Constant square ice de Lieb
La constant square ice de Lieb és una constant matemàtica usada en el camp de la combinatòria per quantificar el nombre de camins eulerians de gràfics de gelosia. Va ser introduïda pel físic i matemàtic americà Elliott H. Lieb el 1967.

## Definició
Un gràfic de gelosia n x n (amb condicions de vores periòdiques i n≥2) té n² vèrtexs, i 2n² vores; és 4-regular, és a dir, que cada vèrtex té exactament 4 veïns. Una orientació d'aquest graf és una assignació d'una direcció a cada vora; és un camí eulerià si dona a cada vèrtex exactament dues vores d'entrada i dues de sortida. Es denota el nombre de camins eulerians de la gràfica com f(n). Llavors:
{\displaystyle \lim _{n\to \infty }{\sqrt[{n^{2}}]{f(n)}}=\left({\frac {4}{3}}\right)^{\frac {3}{2}}={\frac {8{\sqrt {3}}}{9}}=1.5396007\dots }
és la constant square ice de Lieb.